# 漢普頓馬諾 (紐約州)
漢普頓馬諾（英語：Hampton Manor）是位於美國紐約州倫塞勒縣的普查規定居民點。

## 人口
根據2020年美國人口普查的數據，漢普頓馬諾的面積為7.82平方千米，當中陸地面積為7.76平方千米，而水域面積為0.06平方千米。當地共有人口5423人，而人口密度為每平方千米693.48人。